# Коченки
Коченки — деревня в Котельничском районе Кировской области в Вишкильском сельском поселении.
Расположена примерно в 4 км к северу от села Вишкиль на берегу реки Вятка.
Население по переписи 2010 года составляло 0 человек.